# E264号線
E264号線(E264ごうせん、英: European route E264) はエストニアのユフヴィから、ラトビアのインチュカルンスを結ぶ、欧州自動車道路のBクラス幹線道路。

## 経路
エストニア国道3号線およびラトビア国道3号線で構成されている。
- エストニア
  - E20号線 – ユフヴィ
  - E263号線 – タルトゥ
  - ヴァルガ
- ラトビア
  - ヴァルカ
  - ヴァルミエラ
  - E77号線 – インチュカルンス